# Championnats panaméricains de cyclisme sur piste de 2024
Navigation
Championnats panaméricains 2023 Championnats panaméricains 2025
Les championnats panaméricains de cyclisme sur piste de 2024 ont lieu du 3 au 7 avril 2024 au VELO Sports Center de Carson, en Californie.
Ces championnats panaméricains attribuent des points au classement UCI qui sert à la qualification pour les Jeux olympiques d'été de 2024.

## Programme
| Date             | Finales masculines                                       | Finales féminines                                     |
| ---------------- | -------------------------------------------------------- | ----------------------------------------------------- |
| Mercredi 3 avril | Scratch, vitesse par équipes                             | Scratch, vitesse par équipes                          |
| Jeudi 4 avril    | Poursuite par équipes, keirin                            | Poursuite par équipes, course à l'élimination         |
| Vendredi 5 avril | Poursuite individuelle, course aux points                | Omnium, vitesse individuelle                          |
| Samedi 6 avril   | Omnium, vitesse individuelle                             | 500 mètres, course aux points, poursuite individuelle |
| Dimanche 7 avril | Course à l'élimination, kilomètre, course à l'américaine | Course à l'américaine, keirin                         |

## Résultats
- (q) : bien que médaillés les coureurs suivis d'un (q) n'ont pas participé aux finales.

### Épreuves masculines
| Épreuves               | Or                                                                                      | Argent                                                                      | Bronze                                                                                                 |
| ---------------------- | --------------------------------------------------------------------------------------- | --------------------------------------------------------------------------- | --- |
| Kilomètre              | Santiago Ramírez                                                                        | Cristian Ortega                                                             | David Domonoske                                                                                        |
| Keirin                 | Nicholas Paul                                                                           | Kevin Quintero                                                              | Kwesi Browne                                                                                           |
| Vitesse individuelle   | Nicholas Paul                                                                           | Cristian Ortega                                                             | Santiago Ramírez                                                                                       |
| Vitesse par équipes    | Colombie- Rubén Darío Murillo - Kevin Quintero - Santiago Ramírez - Cristian Ortega (q) | Canada- James Hedgcock - Tyler Rorke - Nick Wammes                          | États-Unis- Evan Boone - Joshua Hartman - Dalton Walters - Jamie Alvord (en) (q)                       |
| Poursuite individuelle | Anders Johnson                                                                          | Chris Ernst                                                                 | Daniel Fraser-Maraun                                                                                   |
| Poursuite par équipes  | États-Unis- David Domonoske - Anders Johnson - Grant Koontz - Brendan Rhim              | Colombie- Juan Esteban Arango - Bryan Gómez - Jordan Parra - Brayan Sánchez | Canada- Chris Ernst - Cameron Fitzmaurice - Daniel Fraser-Maraun - Ethan Powell - Charles Bergeron (q) |
| Course aux points      | Peter Moore                                                                             | Bryan Gómez                                                                 | Franco Buchanan                                                                                        |
| Américaine             | États-Unis- Grant Koontz - Peter Moore                                                  | Mexique- Fernando Nava - Edibaldo Maldonado                                 | Colombie- Juan Esteban Arango - Jordan Parra                                                           |
| Scratch                | Fernando Nava                                                                           | Cristian Arriagada                                                          | Akil Campbell                                                                                          |
| Omnium                 | Chris Ernst                                                                             | Juan Esteban Arango                                                         | Ricardo Peña                                                                                           |
| Course à l'élimination | Grant Koontz                                                                            | Jordan Parra                                                                | Jacob Decar                                                                                            |

### Épreuves féminines
| Épreuves               | Or                                                                           | Argent                                                                                           | Bronze                                                                           |
| ---------------------- | ---------------------------------------------------------------------------- | ------------------------------------------------------------------------------------------------ | -------------------------------------------------------------------------------- |
| 500 mètres             | Martha Bayona                                                                | Jessica Salazar                                                                                  | Emily Hayes                                                                      |
| Keirin                 | Martha Bayona                                                                | Daniela Gaxiola                                                                                  | Kelsey Mitchell                                                                  |
| Vitesse individuelle   | Daniela Gaxiola                                                              | Kelsey Mitchell                                                                                  | Martha Bayona                                                                    |
| Vitesse par équipes    | Mexique- Daniela Gaxiola - Jessica Salazar - Yuli Verdugo                    | Canada- Lauriane Genest - Kelsey Mitchell - Sarah Orban                                          | États-Unis- Keely Ainslie - Kayla Hankins - Mandy Marquardt - Emily Hayes (q)    |
| Poursuite individuelle | Emily Ehrlich                                                                | Aranza Villalón                                                                                  | Olivia Cummins                                                                   |
| Poursuite par équipes  | États-Unis- Olivia Cummins - Emily Ehrlich - Colleen Gulick - Bethany Ingram | Canada- Ngaire Barraclough - Anika Brants - Kiara Lylyk - Lily Plante - Devaney Collier (nl) (q) | Mexique- Yareli Acevedo - Antonieta Gaxiola - Lizbeth Salazar - Victoria Velasco |
| Course aux points      | Jennifer Valente                                                             | Victoria Velasco                                                                                 | Lily Plante                                                                      |
| Américaine             | États-Unis- Megan Jastrab - Jennifer Valente                                 | Colombie- Juliana Londoño - Marcela Hernández                                                    | Canada- Lily Plante - Ngaire Barracloucgh                                        |
| Scratch                | Jennifer Valente                                                             | Lily Plante                                                                                      | Amber Joseph                                                                     |
| Omnium                 | Jennifer Valente                                                             | Marcela Hernández                                                                                | Yareli Acevedo                                                                   |
| Course à l'élimination | Jennifer Valente                                                             | Juliana Londoño                                                                                  | Yareli Acevedo                                                                   |

## Tableau des médailles
| Rang  | Nation            | Or | Argent | Bronze | Total |
| ----- | ----------------- | -- | ------ | ------ | ----- |
| 1     | États-Unis        | 12 | 0      | 5      | 17    |
| 2     | Colombie          | 4  | 10     | 3      | 17    |
| 3     | Mexique           | 3  | 4      | 4      | 11    |
| 4     | Trinité-et-Tobago | 2  | 0      | 2      | 4     |
| 5     | Canada            | 1  | 6      | 5      | 12    |
| 6     | Chili             | 0  | 2      | 1      | 3     |
| 7     | Argentine         | 0  | 0      | 1      | 1     |
| 7     | Barbade           | 0  | 0      | 1      | 1     |
| Total | Total             | 22 | 22     | 22     | 66    |